# کشتن جورجی (بخش اول و دوم)
کشتن جورجی (بخش ۱ و ۲) (به انگلیسی: The Killing of Georgie (Part I and II)) تک‌آهنگی از هنرمند اهل بریتانیا راد استیوارت است که در سال ۱۹۷۶ میلادی منتشر شد. این تک‌آهنگ دربارهٔ قتل یک فرد همجنس‌گرا در نیویورک است. این ترانه در چارت بریتانیا به رتبه دو دست یافت. این ترانه بر اساس واقعیت است که یکی از دوستان راد استوارت که همجنس‌گرا بودن با ضربات چاقو به قتل رسید.